# Carex borii
Espèce
Classification phylogénétique
Statut de conservation UICN

 LC  : Préoccupation mineure
Carex borii est une espèce de plantes du genre Carex et de la famille des Cyperaceae.